# Euston (Royaume-Uni)
Pour les articles homonymes, voir Euston.
Euston est un village et une paroisse civile britannique située dans le borough de St Edmundsbury, dans le Suffolk, en Angleterre.
Au niveau de la paroisse se situe Euston Hall, à l’intérieur d’Euston Park, établi sur les plans de William Kent et de Capability Brown, tout comme le Fakenham Wood, site d’intérêt scientifique particulier. La frontière nord de la paroisse est la River Little Ouse, qui marque la limite entre le Norfolk et le Suffolk. Euston Hall est le country seat du duc de Grafton.
L’église de la paroisse à Euston Park est dédiée à sainte Geneviève de Paris. La première pierre de l’édifice a été posée par la duchesse de Grafton, en 1676 ; elle est l’unique église à avoir été construite au XVIIe siècle, et le site sur lequel elle repose remonte à une construction du début du Moyen Âge.